# NGC 5098
NGC 5098 ist eine mit PGC 46529 wechselwirkende elliptische Galaxie vom Hubble-Typ E0 im Sternbild Jagdhunde am Nordsternhimmel. Sie ist schätzungsweise 505 Millionen Lichtjahre von der Milchstraße entfernt und hat einen Durchmesser von etwa 100.000 Lichtjahren.
Im selben Himmelsareal befinden sich u. a. die Galaxien NGC 5096, IC 883 und IC 4227.
Das Objekt wurde am 29. April 1827 von John Herschel entdeckt, der dabei „faint, small, between two stars, the north-following of two“ notierte. Das genannte zweite Objekt ist NGC 5096.